# Klaus Törnudd
Klaus Mattias Törnudd, född 26 december 1931 i Helsingfors, är en finlandssvensk diplomat och statsvetare. Han är son till Margit Törnudd.
Törnudd var mellan 1967 och 1971 professor i internationell politik i Tammerfors, och 1981–1983 tillförordnad professor i statskunskap i Helsingfors. Han var ambassadör vid FN-representationen i New York åren 1988–1991, och ambassadör i Paris 1993–1996.
Sedan 1976 är han ledamot av Finska Vetenskaps-Societeten.

## Priser och utmärkelser
- 2008 – Tollanderska priset